# La Cage aux folles (filme)
La cage aux folles (bra: A Gaiola das Loucas; prt: A Gaiola das Malucas) é um filme franco-italiano de 1978 dirigido por Édouard Molinaro, com roteiro de Molinaro, Poiret, Francis Veber e Marcello Danon baseado na peça homônima de Jean Poiret.

## Sinopse
O filme narra a chegada de Laurent Baldi à casa dos pais, um casal homossexual formado por Renato, o gerente de uma boate drag de Saint-Tropez, e Albin, a atração principal do estabelecimento. Laurent volta para casa para anunciar que está noivo de Andrea, filha do político ultraconservador Simon. Com a ocorrência de um escândalo sexual em seu partido político, Simon decide casar sua filha com Laurent para poder fazer a mídia esquecer tudo, sem imaginar como é a família do noivo.

## Elenco
- Ugo Tognazzi.... Renato Baldi
- Michel Serrault.... Albin Mougeotte
- Claire Maurier.... Simone
- Rémi Laurent.... Laurent Baldi
- Carmen Scarpitta.... Louise Charrier
- Benny Luke.... Jacob
- Luisa Maneri.... Andrea Charrier
- Michel Galabru.... Simon Charrier

## Recepção da crítica
La cage aux folles tem ampla aclamação por parte da crítica especializada. Possui tomatometer de 100% em base de 18 críticas no Rotten Tomatoes. Tem 84% de aprovação por parte da audiência, usada para calcular a recepção do público a partir de votos dos usuários do site.

## Prêmios e indicações
| Oscar 1980                | Melhor direção           | Édouard Molinaro                                              | Indicado                  |
| Oscar 1980                | Melhor roteiro adaptado  | Francis Veber, Édouard Molinaro, Marcello Danon e Jean Poiret | Indicado                  |
| Oscar 1980                | Melhor figurino          | Piero Tosi, Ambra Danon                                       | Indicado                  |
| Prêmio César              | Melhor ator              | Michel Serrault                                               | Venceu[carece de fontes?] |
| Prêmio David di Donatello | Melhor ator estrangeiro  | Michel Serrault                                               | Venceu[carece de fontes?] |
| Globo de Ouro 1980        | Melhor filme estrangeiro | Melhor filme estrangeiro                                      | Venceu                    |
| National Board of Review  | Melhor filme estrangeiro | Melhor filme estrangeiro                                      | Venceu[carece de fontes?] |

## Sequências e remake
O filme recebeu duas sequências: Cage aux folles II (1980), também dirigida por Molinaro, e La cage aux folles III - 'Elles' se marient (1985), dirigida por Georges Lautner.
Em 21 de agosto de 1983, um musical homônimo estreou na Broadway. Este musical fez muito sucesso e ganhou seis prêmios Tony em sua primeira produção e outros dois quando foi reencenado em 2004.
Em 1996, um remake norte-americano do filme, intitulado The Birdcage e dirigido por Mike Nichols, foi lançado. Nele, os personagens foram transferidos para Miami Beach, Flórida e algumas cenas receberam uma ótica um pouco mais contemporânea.